# アベック失踪事件
アベック失踪事件（アベックしっそうじけん）とは、1978年（昭和53年）夏に日本で起きた、多数のアベックが行方不明となった一連の事件を指す。その多くは、 北朝鮮による日本人拉致であったことが後に判明した。

## 当初の経緯
1978年7月7日に福井県小浜市で地村保志・浜本富貴恵、7月31日に新潟県柏崎市で蓮池薫・奥土祐木子、8月12日に鹿児島県日置郡吹上町（現、日置市）で市川修一・増元るみ子の、それぞれ3組のカップル6名が相次いで失踪する事件が起こった。事件がいずれも海岸で起きていること、行方不明者に失踪する動機が見当たらないこと、海岸まで乗ってきた交通手段（自動車など）が放置されたままであることなど、当初から不可解な点が目立った。
これらの事件の直後、1978年8月15日、富山県で海水浴中のアベックが4人組の男性に襲われる事件が起きる（富山県アベック拉致未遂事件）。アベックは猿ぐつわをはめられ、体ごと袋に入れられたが、ちょうど近くを通った犬の鳴き声を聞いた男達はアベックを置き去りにして逃亡した。アベックは近くの民家に助けを求めた。場所は海岸で、海水浴場の一角でもあった。しかし、4人がステテコ姿にズック靴で海水浴客とは到底思えないような格好だったこと、そしてアベックの近くでずっと座ったまま身を潜めていたこと、これらのことをちょうど救助先の民家も当日海水浴場にいて不審に感じていたことから、土地勘のない人間による犯行の可能性が考えられた。さらに、4人組が現場に残した遺留品を鑑定した結果、猿ぐつわや手錠等の品質から、工業力に劣る外国製の物であることが判明した。
なお、新潟県佐渡郡真野町（現、佐渡市）の自宅近くで曽我ミヨシ・曽我ひとみの母子が、同じ1978年の8月12日に拉致されている。これは、鹿児島でのアベック拉致と同日であり、富山での拉致未遂もほぼ同時期で、北朝鮮の工作機関の活動がきわめて大規模であったことを示している。

## 阿部雅美の取材と北朝鮮の関与報道
産経新聞社会部記者の阿部雅美は、この頃「日本海側の各地でおかしなことが起きている」という地元の噂を耳にし、取材を進めていたところ、3件の失踪事件と富山での誘拐未遂事件にたどりつく。阿部は3件の失踪事件に共通点が多いこと、誘拐未遂事件の遺留品が日本製でなかったこと、またその時に4人組がアベックを袋に入れたことに着目し、「袋に人間を入れて運ぶという発想は日本人では考えられない」と疑問をいだいた。また、1978年夏には外国を発信源とする怪電波が多くキャッチされていたことが、警察庁の調査で明らかになっていた情報も入手する。これらの事実を元に阿部は一連の事件として結びつけていく。
1980年（昭和55年）1月7日、産経新聞は1面トップで「アベック3組ナゾの蒸発 外国情報機関が関与？」と暗に北朝鮮による犯行であることを示唆。阿部によるスクープは世論にある程度の衝撃を与えたが、当時の日本では社会党をはじめ親北勢力が政界や、朝日新聞や毎日新聞などマスメディア界で幅を利かせており、他のメディアも「産経は公安の情報に踊らされている」として、動かなかった。社会党も、友好関係にある朝鮮労働党の「北朝鮮は事件と関係ない」とする説明をそのまま信じ、拉致被害の解決や奪還の国民運動まで高まることはなかった。
しかし、1997年（平成9年）の「20年前、13歳少女拉致」の阿部のスクープによって横田めぐみの北朝鮮拉致報道がなされたのを契機に、政府も世論もようやく北朝鮮による日本人の拉致という現実を知り、あわせアベック3組の失踪も拉致の可能性が高まった。世論による被害者奪還運動も各地で起き始め、その後政府が拉致被害者を正式に公表する流れへとつながっていく。阿部自身も同年、ようやくアベック失踪事件記事の重要性が認められ、17年を隔てた2件のスクープで新聞協会賞を受賞している。

## 一部失踪者（拉致被害者）の帰国実現
2002年（平成14年）9月17日、小泉純一郎内閣総理大臣の訪朝によって実現した日朝首脳会談で、従来「事実無根」としてきた北朝鮮の“最高指導者”金正日総書記が北朝鮮による拉致行為であったことを認め、口頭で謝罪して、拉致被害者の安否情報を日本側に提供した。地村保志・富貴恵夫妻、蓮池薫・祐木子夫妻については拉致の事実と生存を認めて、10月には本人たちの帰国が実現した。
北朝鮮から示された資料によれば、地村保志は「オ・ソンサム」、富貴恵は「リ・ヨンオク」、蓮池薫は「パク・スンチョル」、祐木子は「キム・グムシル」の朝鮮名をあたえられ、保志・薫はともに北朝鮮の朝鮮社会科学院民俗研究所資料室翻訳員の職にあり、女性はそれぞれの妻であり、被扶養生活者であるというものであった。
北朝鮮は、市川修一・増元るみ子のカップルについては拉致の事実を認めたものの、市川は1979年（昭和54年）9月4日に、増元は1981年（昭和56年）8月17日にそれぞれ死亡したと説明し、植竹繁雄外務副大臣と福田康夫内閣官房長官は、外務省の麻布飯倉公館で、北朝鮮の説明そのままに市川・増元の両家族に対し2人の死亡宣告をおこなった。しかし、2人には死んだとされる日よりも後の目撃証言があり、北朝鮮側の説明が事実であるとは言えず、事件未解決の状態が今なお続いている。

## アベック拉致の目的
西岡力は、1997年の著作で、「李恩恵（リ・ウネ）」こと田口八重子が失踪したのが1978年6月のことであり、その直後、北朝鮮が立て続けにカップル3組を拉致しているのは、「日本人化教育」という目的があったのではないかと推定している。大韓航空機爆破事件の実行犯だった金賢姫が、日本から拉致された田口八重子から「日本人化」の一対一指導を受けていること、爆破事件の際、金賢姫が金勝一と男女でコンビを組まされていることを踏まえての推定である。北朝鮮が曽我ひとみおよびアベック拉致の被害者6人（計7人）の「入国経緯」として説明したのが「語学養成（のための拉致）」であった。
金賢姫は金淑姫とともに1980年に召喚され、本人の意思とは関係なく金正日政治軍事大学で工作員教育および日本人化教育を受けることとなったが、そこで教官が「初めての試みなので、教材もまともに準備できなかった」と語ったことを証言している。これは、北朝鮮の日本人化教育のコースが1980年にスタートし、金賢姫らはその一期生だったことを物語る。一期生は男性あわせると合計8名であった。田口八重子の金賢姫に対するマンツーマン指導は1981年7月からの20カ月であり、もし、20カ月付きっ切りで8名に一対一の指導をおこなうとすると、計算上、16人の日本人が必要となる。田口八重子、横田めぐみ、市川修一が工作員養成機関である金正日政治軍事大学で目撃されていることを考慮すると、1977年から78年に拉致された日本人は、この「日本人化教育」が目的であった蓋然性がきわめて高いことを西岡は指摘している。